# Брикен-Хакпфифел
Брикен-Хакпфифел (њем. Brücken-Hackpfüffel) општина је у њемачкој савезној држави Саксонија-Анхалт. Једно је од 22 општинска средишта округа Мансфелд-Сидхарц. Према процјени из 2010. у општини је живјело 1.114 становника. Посједује регионалну шифру (AGS) 15087101.

## Географски и демографски подаци
Брикен-Хакпфифел се налази у савезној држави Саксонија-Анхалт у округу Мансфелд-Сидхарц. Општина се налази на надморској висини од 140 метара. Површина општине износи 16,6 km². У самом мјесту је, према процјени из 2010. године, живјело 1.114 становника. Просјечна густина становништва износи 67 становника/km².